# Dirty Money (filme)
No começo dos anos 90 a indústria do skate faliu após o Plano Collor. Motivados pelo amor ao skate e uma atitude "faça você mesmo" alguns amigos, adolescentes na época, se juntaram e lançaram um vídeo caseiro que mudaria as suas vidas para sempre. A fita se chamava "Dirty Money". O vídeo foi um sucesso instantâneo, rodou o país, e inspirou milhares de jovens que compartilhavam o mesmo sonho, se tornando a pedra fundamental para a reconstrução do skate como esporte e estilo de vida no Brasil. Formavam aquele grupo de amigos, nomes com Fábio Cristiano (atleta NikeSB), Alexandre Vianna, Márcio Tarobinha, Bob Burnquist, entre outros.Dirty Money é um documentário. brasileiro que retrata a cena do Skate nos anos 80 e 90 no Brasil.

## Sinopse
O documentário traz depoimentos de skatistas do começo dos anos 90, se juntaram e produziram um vídeo caseiro na época, quase duas décadas depois, o documentário relembra toda a história do filme.